# شمس الدين الشطيبي
شمس الدين الشطيبي (ولد في 14 دجنبر 1982 في الرباط) لاعب كرة قدم مغربي، يلعب في موقع وسط الميدان في صفوف نادي الجيش الملكي.

## سيرته
الشطيبي منتوج لمدرسة تكون نادي الفتح الرباطي، حيث تدرج في المستويات الصغرى للنادي إلى أن بلغ فريق الكبار في 2005. فاز مع الفتح في 2010 بلقب كأس الاتحاد الأفريقي، تحت إمرة المدرب الحسين عموتة. في 2011، انتقل لمجاورة نادي المغرب الفاسي الذي خاض معه موسما واحدا، وهو الموسم الذي كان استثنائيا، حيث حقق ثلاثة ألقاب دفعة واحدة: كأس الاتحاد الأفريقي وكأس العرش والكأس الأفريقية الممتازة. خلال نصف نهاية كأس الاتحاد الأفريقي أمام نادي انتر كلوب الكونغولي ، كان الشطيبي هو مسجل هدف الحسم الذي مكن الفريق الفاسي من الصعود للنهائي لملاقاة النادي الأفريقي التونسي.

في 2012، وقع الشطيبي عقدا مع نادي الرجاء الرياضي، لثلاث سنوات، وبمجرد انتدابه، خاض مع الفريق المراحل الأخيرة من كأس العرش، حيث توج رفقته باللقب في 18 نونبر 2013، ليكون الشطيبي بذلك قد فاز بلقب كأس العرش لثلاثة مواسم متتالية مع ثلاث فرق مختلفة.

في 2013، فاز لأول مرة في مسيرته الرياضية بلقب الدوري رفقة نادي الرجاء الرياضي.

في 9 يناير 2014، انتقل لموسمين ونصف لنادي الجيش الملكي، براتب سنوي قدره 140 ألف دولار.

## إحصائياته[1][4]
| المواسم   | النادي              | عدد الأهداف | عدد مرات الظهور |
| --------- | ------------------- | ----------- | --------------- |
| 2007-2011 | الفتح الرباطي       | 4           | 26              |
| 2011-2012 | المغرب الفاسي       | 2           | 28              |
| 2012-2014 | نادي الرجاء الرياضي | 6           | 34              |
| 2014-...  | نادي الجيش الملكي   | ..          | ..              |

## ألقابه
| السنة | النادي         | اللقب                     |
| ----- | -------------- | ------------------------- |
| 2010  | الفتح الرباطي  | كأس الاتحاد الأفريقي      |
| 2010  | الفتح الرباطي  | كأس العرش                 |
| 2011  | المغرب الفاسي  | كأس الاتحاد الأفريقي      |
| 2011  | المغرب الفاسي  | كأس العرش                 |
| 2011  | المغرب الفاسي  | كأس السوبر الأفريقي       |
| 2012  | الرجاء الرياضي | كأس العرش                 |
| 2013  | الرجاء الرياضي | الدوري المغربي            |
| 2013  | الرجاء الرياضي | الوصيف كأس العالم للأندية |

## وصلات خارجية
- شمس الدين الشطيبي على موقع الاتحاد الدولي (مؤرشف)  (الإنجليزية)
- شمس الدين الشطيبي على موقع قاعدة بيانات كرة القدم.إي يو (الإنجليزية)
- شمس الدين الشطيبي على موقع ناشيونال فوتبول تيمز (الإنجليزية)
- شمس الدين الشطيبي على موقع Soccerway.com (الإنجليزية)
- سجل أهداف شمس الدين الشطيبي من موقع كوورة المتخصص